# Konstantin Tornikes (Sebastokrator)
Konstantin Tornikes (mittelgriechisch Κωνσταντίνος Τορνίκης; * um 1220; † um 1274) war ein byzantinischer Heerführer, Gouverneur und Sebastokrator.

## Leben
Konstantin Tornikes entstammte dem georgischen Adelsgeschlecht der Tornikioi, die seit dem 10. Jahrhundert zur Spitze der byzantinischen Militäraristokratie zählten. Sein Vater war Demetrios Komnenos Tornikes. Seine ältere Tochter war seit 1259 mit dem Sebastokrator Johannes Dukas Palaiologos verheiratet, dem Bruder Kaiser Michaels VIII., seine jüngere mit einem Sohn Michaels II. von Epirus.
Über Konstantins Kindheit und Jugend ist nichts bekannt; seine Familie hatte Güter in der Gegend von Smyrna. Unter Kaiser Johannes III. Dukas Batatzes bekleidete er die Würde eines Megas Primikerios. Im Frühjahr 1255 zog Tornikes im Auftrag von Kaiser Theodors II. Laskaris gemeinsam mit Alexios Strategopulos von Serres nach Zepina gegen die unter Zar Michael II. Assen in die Rhodopen eingefallenen Bulgaren. Die beiden Generäle mussten schwere Verluste hinnehmen, ohne dass es zu einer Schlacht kam. Einen erneuten Befehl des Kaisers, wieder gegen die Bulgaren ins Feld zu ziehen, widersetzten sie sich. Tornikes wurde wegen Majestätsbeleidigung der Prozess gemacht; in diesem Zusammenhang dürfte er auch seines Amtes enthoben worden sein.
Nachdem Michael Palaiologos 1258 die Macht im Kaiserreich Nikaia übernommen hatte, bewarb Konstantin Tornikes sich um die Vormundschaft des minderjährigen Thronfolgers Johannes IV. Laskaris. Im September 1259 wurde er zum Sebastokrator erhoben, erhielt allerdings nicht dieselben Privilegien wie sein Schwiegersohn. Im Sommer 1261 ergriff er Partei für den abgesetzten Patriarchen Arsenios Autoreianos und verlangte dessen Wiedereinsetzung. 1264 ging Tornikes, damals Eparch von Konstantinopel (d. h. Stadtpräfekt), auf Befehl des Kaisers gegen den Megas Chartophylax der Hagia Sophia, Theodoros Xiphilinos, und den späteren Patriarchen Johannes XI. Bekkos vor. Von 1266 bis 1267 amtierte er als Gouverneur (kephalatikeuōn) in Thessaloniki. Er starb um 1274.